# BX442
BX442 és una galàxia espiral de gran disseny. Té una galàxia nana companya. És la galàxia espiral més antiga coneguda en l'univers amb 10.700 milions d'anys, tan sols 3.000 milions d'anys després del big-bang. La seva existència es coneixia des de fa alguns anys per fotografies preses pel telescopi espacial Hubble, però només a partir de 2.011 es va començar a estudiar la seva forma no usual per a la seva datació, fins que en l'edició del 19 de juliol de 2012 de la revista científica Nature es dona la notícia al públic punt de la seva existència com de la seva forma.